# Provincia de Trang
Trang (en tailandés: จังหวัดตรัง) es una de las setenta y seis provincias que conforman la organización territorial del Reino de Tailandia.

## Geografía
La provincia está situada en la costa del mar de Andaman, y contiene 46 islas, junto con la zona continental. Hay muy pocos suelos llanos, y la mayoría de la zona está compuesta por colinas. Losdos principales ríos de la provincia son el río Trang y el río Palian.
Tiene a lo largo de la costa occidental de alrededor de 119 kilómetros. La provincia consiste en un archipiélago en el Mar de Andaman, con más de 46 islas. De éstas, 12 están en el Amphoe Kantang, 13 en Amphoe Palian y 21 en Amphoe Sikao. El mejor momento para los viajes por mar va desde el mes de octubre hasta mayo. Situada a lo largo de la costa de Andaman, la provincia de Trang posee innumerables islas de gran belleza, mientras que en la región oriental, muy montañosa, hay espectaculares cascadas, cuevas y selva virgen. Entre las montañas y la costa hay extensas plantaciones de caucho.
La costa sur se encuentra protegida por un parque nacional, el Mu Ko Phetra.

## Divisiones Administrativas

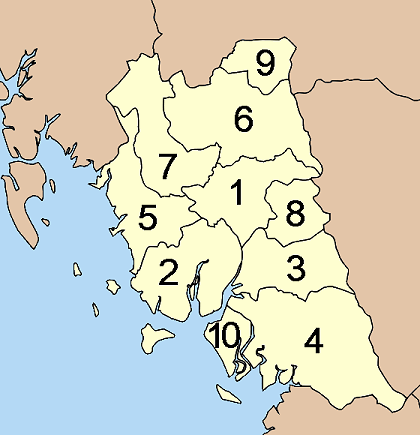
Distritos de la provincia.

Esta provincia tailandesa se encuentra subdividida en una cantidad de distritos (amphoe) que aparecen numerados a continuación:
- 1. Mueang Trang
- 2. Kantang
- 3. Yan Ta Khao
- 4. Palian
- 5. Sikao
- 6. Huai Yot
- 7. Wang Wiset
- 8. Na Yong
- 9. Ratsada
- 10. Hat Samran

## Demografía
La provincia abarca una extensión de territorio que ocupa una superficie de unos 4.917,519 kilómetros cuadrados, y posee una población de 595.110 personas (según las cifras del censo realizado en el año 2000). Si se consideran los datos anteriores se puede deducir que la densidad poblacional de esta división administrativa es de 121 habitantes por kilómetro cuadrado aproximadamente.